# Торду, Фернанду
Фернанду Торду (порт. Fernando Travassos Tordo; род. 29 марта 1948, Лиссабон) — португальский композитор и певец. Кавалер Ордена «За заслуги» (2003).
Считается одним из самых плодовитых авторов португальских песен, критики считают его ключевой фигурой в современной португальской музыке за широту и оригинальность его творчества. И как певец, и как автор песен Фернандо Тордо работал в сфере фадо, музыки лигейра и искусства политического вмешательства.
Как певец представлял Португалию на конкурсе песни «Евровидение» в 1973 году благодаря национальным победам на фестивале RTP da Canção с песней «Tourada».